# Mistrovství světa v judu 2015 – muži – polotěžká váha (-100 kg)
Zápasy v judu na XL. mistrovství světa v kategorii polotěžkých vah mužů proběhly v Astaně, 29. srpna 2015.

## Průběh
Turnaj v polotěžké váze na mistrovství světa v Astaně měl velmi dobrou účast. Z top10 žebříčku IJF chyběl pouze Egypťan Ramadan Darviš a z Evropanů s medailovými ambicemi portugalský reprezentant Jorge Fonseca a Švýcar Flavio Orlik. Do turnaje nenastoupil obhájce bronzové medaile Moldavan reprezentující Spojené arabské emiráty Ivan Remarenko.
Obhájce titulu mistra světa Čech Lukáš Krpálek nastupoval do turnaje opět jako hlavní favorit na vítězství. Na úvod se utkal s tradičním soupeřem, Ukrajincem Blošenkem. Ukrajinec přijel dobře připravený a celou regulérní hrací dobu nepustil Krpálka do úchopu. V prodloužení se podařilo Krpálkovi dostat svého soupeře pod tlak na šido postoupil do druhého kola. Ve druhém kole čekal Krpálka nepříjemný Ázerbájdžánec Elxan Məmmədov. Mistr světa z roku 2013 Məmmədov se řadí mezi judisty s výbornou technikou, ale s přibývajícími minutami má problémy s kondicí. Zápas s Krpálkem začal aktivně a v první minutě se ujal uči-matou vedení na juko. Krpálek však s přibývajícími minutami začal zápasu dominovat. Dvě minuty před koncem se dostal do levého úchopu na zádech a poslal Məmmədova technikou curi-goši na wazari. Vítězství na wazari-ippon vzápětí potvrdil nasazením osaekomi. Ve čtvrtfinále čekal Krpálka Belgičan Toma Nikiforov. Belgičan přijel na mistrovství světa dobře připravený. Ve druhém kole porazil nasazeného Rusa Bisultanova na šido a ve třetím nepříjemného Nizozemce Korrela na wazari-ippon technikami seoi-nage a uki-waza. Hned v první minutě se Krpálek ujal vedení na juko, když kontroval Nikiforův nástup do seoi-nage. Zbytek hrací doby se snažil pacifikovat Belgičanovo judo nástupy sumi-gaeši a následným ne-waza. Za sumi-gaeši navýšil v polovině zápasu náskok na dvě juka. Minutu před koncem se však dopustil chyby, když podcenil nástup do o-soto-gari, za který ho Nikiforov potrestal jukem (kontrachvat o-soto-gaeši). Krpálek náskok na juko udržel do konce a postoupil do semifinále. Jeho semifinálový soupěř Němec Karl-Richard Frey přijel na letošní mistrovství světa ve výborné formě. Los mu hned na úvod přidělil levorukého Kanďana Reyese. Reyes trénující v Japonsku se držel do druhé minuty, když neuhlídal Freyovu uči-matu na juko a tento náskok nedokázal smazat. Ve druhém kole si Frey vychutnal Brita Fletchera, který byl od úvodu o krok pozadu. Ve čtvrtfinále čekal Freye mongolský, dvojnásobný olympijský medalista Tüvšinbajar. Mongol vyřadil v prvním kole obhájce stříbrné medaile Kubánce Armenterose a ve třetím kole využil špatné formy Švéda Paceka k postupu do čtvrtfinále. Pacek měl velké problémy ve svém prvním zápase proti neznámému Kamerunci Njimoluhovi, se kterým otočil zápas v poslední sekundě osobní technikou tomoe-nage na juko. Čtvrtfinálový souboj mezi Tüvšinbajarem a Freyemem byl od úvodu vyrovnaný a bez vážnějšího nástupu do techniky. V prodloužení rozhodla lepší fyzická příprava Němce, který po 45s podmetl Tüvšinbajara technikou o-soto-gari. Semifinále mezi Krpálkem a Freyem sliboval vyrovnaný souboj dvou Evropanů, na letošním mistrovství světa ojedinělá záležitost. Od úvodu byli oba v boji o úchop a k prvnímu vážnějšímu výpadu curi-goši se pokusil Krpálek až po dvou minutách. Frey však jeho úmysl dobře přečetl. Krpálek v zápase působil nečekaně vlažným dojmem a podstatně dynamičtější Frey začal v druhém zápase dominovat. Dvě minuty do konce Frey nastoupil razantně do koši-gurumy, kterou Krpálek jen s problémy ustál bez bodové újmy. Frey všechny Krpálkovy nástupy přetavoval v kontrachvat. Rozhodující se nakonec ukázala akce 30s do konce zápasu, kdy Krpálek nastoupil do o-soto-gari, na který Frey pohotově reagoval kontrachvatem o-soto-gaeši na ippon.
Japonci přivezli po dlouhých letech judistu schopného vyhrát celý turnaj. Rjunosuke Haga potvrzoval od prvního kola roli favorita. V prvním kole krásnou levou uči-matou poslal na ippon Srba Jurišiće. Ve druhém kole mu stál v cestě letošní mistr Evropy Nizozemec Henk Grol. Grol od prvních sekund udával tempo zápasu a po minutě vedl na dvě šida. Hagovi dělal problém Grolům pravý úchop na zádech, ale postupem času začal úřadovat svým levým aši-waza. Koncem druhé minuty využil slabé Nizozemcovi chvilky a poslal mistra Evropy uči-matou na ippon. Ve třetím kole čekal Hagu spolufavorit, Jihokorejec Čo Ku-ham. Prestižní asijské derby bylo od úvodu nervózní. Haga si nemohl dovolit pustit podsaditého Korejce blízko k tělu kvůli jeho osobní technice seoi-nage. V polovině duelu se ujal vedení na šido a tím přinutil Čoa k větší aktivitě. Jihokorejci se podařilo zápas otočit a minutu před koncem vedl na šido. V poslední minutě Haga definitivně prolomil Čoovu obranu, dostal se k jeho levému límci a 30s před koncem zápasu strhnul uči-matou vítězství na svojí stranu. Ve čtvrtfinále čekal Hagu zkušený Němec Dmitrij Peters. Peters v letošní sezóně hledá formu, do které mu pomohl přivětivý los. Peters od úvodu směřoval pravým úchopem Hagovi na záda bránic svůj levý límec. V polovině zápasu však neuhlídal Hagovy šikovné nohy a jen za cenu šida ústál výpad o-uči-gari. Haga měl druhou polovinu zápasu pod kontrolou a na šido postoupil do semifinále. Hagův semifinálový soupeř Cyrille Maret se podobně jako Peters letos hledá a levonohý judista byl pro něho tou nejhorší možnou variantou. Maret vyřadil ve druhém kole domácí naději Kazachstánce Maxima Rakova. Maretova skupina C němela vyloženého favorita. První nasazený do této skupiny Ázerbájdžánec Elmar Qasımov letos nemá dobrý rok a po domácím neúspěchu na Evropských hrách opět nevyladil formu. Ve třetím kole ho krásným ura-nage hodil Kyrgyz Čingiz Mamedov. Haga byl favoritem zápasu proti Maretovi. Francouz však byl takticky dobře připravený a pravým úchopem si držel Hagu od těla. V polovině duelu se Maret ujal vedení na šido za pasivitu Hagy. Haga dělal v poslední minutě maximum aby zápas otočil a Maret konec neustál. Chybělo několik sekund do konce, když zaúřadovala odlišná Hagova varianta levé uči-maty za juko.
Finále mezi Japoncem Hagou a Němcem Freyem bylo od úvodu o souboji o úchop. Haga si Freye držel po celý zápas od těla a šel si razantně pro titul mistra světa. Frey se po vítězství na Krpálkem jen složitě koncentroval na odlišný Japoncův styl a po celý zápas se nedostal do úchopu. Japonec Haga tak vrátil titul mistra světa na šido po pěti letech kolébce juda. Souboje o třetí místo nabídly čistě evropská derby. V prvním duelu se utkal Belgičan Nikiforov s Francouzem Maretem. Maret byl od úvodu aktivnější a Nikiforov jen za cenu trestů neprohrával na body. Dvě minuty před koncem měl Belgičan na svém kontě již třetí šido. Maret výborně bránil, ale v poslední minutě zápas psychicky nezvládl. V 45s do konce se zalekl soupeřova agresivního nástupu a Nikiforov ho povalil za wazari na zem. Nikiforov ve zbylých sekundách zápasu dominoval a technikou makikomi potvrdil zisk bronzové medaile na ippon. Druhý souboj o bronzovou medaili byl tradiční duel mezi Čechem Krpálkem a Němcem Petersem. Peters motivován úspěchem svého krajana Freye, se na zápas lépe koncentroval. Obhájce titulu mistra světa Krpálek neměl svůj den, scházela mu jiskra, nedostával se pořádně do boje na zemi. Jeho nástupy do technik byly pomalé, silové, pro soupeře dobře čitelné. Zkušený Peters Krpálkovy slabší formy využil ve druhé minutě, když kontroval jeho de-aši-harai a získal bronzovou medaili.

## Finále
| Finále            |                |
| ----------------- | -------------- |
| Karl-Richard Frey | Rjunosuke Haga |
| Rjunosuke Haga    | Rjunosuke Haga |

## Opravy / O bronz
Poražení čtvrtfinalisté se utkávají mezi sebou v opravách. Vítězové oprav se následně utkávají o bronzovou medaili s poraženými semifinalisty.
| opravy                | o bronz        |                |
| --------------------- | -------------- | -------------- |
| Toma Nikiforov        | Toma Nikiforov | Toma Nikiforov |
| Najdangín Tüvšinbajar | Toma Nikiforov | Toma Nikiforov |
|                       | Cyrille Maret  | Toma Nikiforov |
| Čingiz Mamedov        | Dmitrij Peters | Dmitrij Peters |
| Dmitrij Peters        | Dmitrij Peters | Dmitrij Peters |
|                       | Lukáš Krpálek  | Dmitrij Peters |

## Pavouk
|   | 1/64                  | 1/32                  | 1/16                  | čtvrtfinále           | semifinále        | finále            |
| - | --------------------- | --------------------- | --------------------- | --------------------- | ----------------- | ----------------- |
| A | volný los             | Lukáš Krpálek         | Lukáš Krpálek         | Lukáš Krpálek         | Lukáš Krpálek     | Karl-Richard Frey |
| A | volný los             | Lukáš Krpálek         | Lukáš Krpálek         | Lukáš Krpálek         | Lukáš Krpálek     | Karl-Richard Frey |
| A | Artem Blošenko        | Artem Blošenko        | Lukáš Krpálek         | Lukáš Krpálek         | Lukáš Krpálek     | Karl-Richard Frey |
| A | Antony Peña           | Artem Blošenko        | Lukáš Krpálek         | Lukáš Krpálek         | Lukáš Krpálek     | Karl-Richard Frey |
| A | Ivan Remarenko        | Héctor Campos         | Elxan Məmmədov        | Lukáš Krpálek         | Lukáš Krpálek     | Karl-Richard Frey |
| A | Héctor Campos         | Héctor Campos         | Elxan Məmmədov        | Lukáš Krpálek         | Lukáš Krpálek     | Karl-Richard Frey |
| A | Valentin Radu         | Elxan Məmmədov        | Elxan Məmmədov        | Lukáš Krpálek         | Lukáš Krpálek     | Karl-Richard Frey |
| A | Elxan Məmmədov        | Elxan Məmmədov        | Elxan Məmmədov        | Lukáš Krpálek         | Lukáš Krpálek     | Karl-Richard Frey |
| A | volný los             | Adlan Bisultanov      | Toma Nikiforov        | Toma Nikiforov        | Lukáš Krpálek     | Karl-Richard Frey |
| A | volný los             | Adlan Bisultanov      | Toma Nikiforov        | Toma Nikiforov        | Lukáš Krpálek     | Karl-Richard Frey |
| A | Christoph Kronberger  | Toma Nikiforov        | Toma Nikiforov        | Toma Nikiforov        | Lukáš Krpálek     | Karl-Richard Frey |
| A | Toma Nikiforov        | Toma Nikiforov        | Toma Nikiforov        | Toma Nikiforov        | Lukáš Krpálek     | Karl-Richard Frey |
| A | Manuel Bueno          | Husajn Šah            | Michael Korrel        | Toma Nikiforov        | Lukáš Krpálek     | Karl-Richard Frey |
| A | Husajn Šah            | Husajn Šah            | Michael Korrel        | Toma Nikiforov        | Lukáš Krpálek     | Karl-Richard Frey |
| A | Jevgenij Borodavko    | Michael Korrel        | Michael Korrel        | Toma Nikiforov        | Lukáš Krpálek     | Karl-Richard Frey |
| A | Michael Korrel        | Michael Korrel        | Michael Korrel        | Toma Nikiforov        | Lukáš Krpálek     | Karl-Richard Frey |
| B | volný los             | Karl-Richard Frey     | Karl-Richard Frey     | Karl-Richard Frey     | Karl-Richard Frey | Karl-Richard Frey |
| B | volný los             | Karl-Richard Frey     | Karl-Richard Frey     | Karl-Richard Frey     | Karl-Richard Frey | Karl-Richard Frey |
| B | Kyle Reyes            | Kyle Reyes            | Karl-Richard Frey     | Karl-Richard Frey     | Karl-Richard Frey | Karl-Richard Frey |
| B | Jakub Wójcik          | Kyle Reyes            | Karl-Richard Frey     | Karl-Richard Frey     | Karl-Richard Frey | Karl-Richard Frey |
| B | Luciano Corrêa        | Luciano Corrêa        | Ben Fletcher          | Karl-Richard Frey     | Karl-Richard Frey | Karl-Richard Frey |
| B | Miklós Cirjenics      | Luciano Corrêa        | Ben Fletcher          | Karl-Richard Frey     | Karl-Richard Frey | Karl-Richard Frey |
| B | Ben Fletcher          | Ben Fletcher          | Ben Fletcher          | Karl-Richard Frey     | Karl-Richard Frey | Karl-Richard Frey |
| B | Frederik Jørgensen    | Ben Fletcher          | Ben Fletcher          | Karl-Richard Frey     | Karl-Richard Frey | Karl-Richard Frey |
| B | volný los             | Martin Pacek          | Martin Pacek          | Najdangín Tüvšinbajar | Karl-Richard Frey | Karl-Richard Frey |
| B | volný los             | Martin Pacek          | Martin Pacek          | Najdangín Tüvšinbajar | Karl-Richard Frey | Karl-Richard Frey |
| B | Ajax Tadehara         | Seidu Njimoluh        | Martin Pacek          | Najdangín Tüvšinbajar | Karl-Richard Frey | Karl-Richard Frey |
| B | Seidu Njimoluh        | Seidu Njimoluh        | Martin Pacek          | Najdangín Tüvšinbajar | Karl-Richard Frey | Karl-Richard Frey |
| B | David Büchel          | Babukar Mane          | Najdangín Tüvšinbajar | Najdangín Tüvšinbajar | Karl-Richard Frey | Karl-Richard Frey |
| B | Babukar Mane          | Babukar Mane          | Najdangín Tüvšinbajar | Najdangín Tüvšinbajar | Karl-Richard Frey | Karl-Richard Frey |
| B | Najdangín Tüvšinbajar | Najdangín Tüvšinbajar | Najdangín Tüvšinbajar | Najdangín Tüvšinbajar | Karl-Richard Frey | Karl-Richard Frey |
| B | José Armenteros       | Najdangín Tüvšinbajar | Najdangín Tüvšinbajar | Najdangín Tüvšinbajar | Karl-Richard Frey | Karl-Richard Frey |
| C | volný los             | Elmar Qasımov         | Elmar Qasımov         | Čingiz Mamedov        | Cyrille Maret     | Rjunosuke Haga    |
| C | volný los             | Elmar Qasımov         | Elmar Qasımov         | Čingiz Mamedov        | Cyrille Maret     | Rjunosuke Haga    |
| C | Pablo Aprahamian      | Grigorij Minaškin     | Elmar Qasımov         | Čingiz Mamedov        | Cyrille Maret     | Rjunosuke Haga    |
| C | Grigorij Minaškin     | Grigorij Minaškin     | Elmar Qasımov         | Čingiz Mamedov        | Cyrille Maret     | Rjunosuke Haga    |
| C | Christopher George    | Čingiz Mamedov        | Čingiz Mamedov        | Čingiz Mamedov        | Cyrille Maret     | Rjunosuke Haga    |
| C | Čingiz Mamedov        | Čingiz Mamedov        | Čingiz Mamedov        | Čingiz Mamedov        | Cyrille Maret     | Rjunosuke Haga    |
| C | Mbagnick Ndiaye       | Mbagnick Ndiaye       | Čingiz Mamedov        | Čingiz Mamedov        | Cyrille Maret     | Rjunosuke Haga    |
| C | Andrew Jacobs         | Mbagnick Ndiaye       | Čingiz Mamedov        | Čingiz Mamedov        | Cyrille Maret     | Rjunosuke Haga    |
| C | volný los             | Cyrille Maret         | Cyrille Maret         | Cyrille Maret         | Cyrille Maret     | Rjunosuke Haga    |
| C | volný los             | Cyrille Maret         | Cyrille Maret         | Cyrille Maret         | Cyrille Maret     | Rjunosuke Haga    |
| C | Jason Koster          | Maxim Rakov           | Cyrille Maret         | Cyrille Maret         | Cyrille Maret     | Rjunosuke Haga    |
| C | Maxim Rakov           | Maxim Rakov           | Cyrille Maret         | Cyrille Maret         | Cyrille Maret     | Rjunosuke Haga    |
| C | Domenico Di Guida     | Domenico Di Guida     | Domenico Di Guida     | Cyrille Maret         | Cyrille Maret     | Rjunosuke Haga    |
| C | Daniel Dičev          | Domenico Di Guida     | Domenico Di Guida     | Cyrille Maret         | Cyrille Maret     | Rjunosuke Haga    |
| C | Sergio García         | Anis Ben-Chalid       | Domenico Di Guida     | Cyrille Maret         | Cyrille Maret     | Rjunosuke Haga    |
| C | Anis Ben-Chalid       | Anis Ben-Chalid       | Domenico Di Guida     | Cyrille Maret         | Cyrille Maret     | Rjunosuke Haga    |
| D | volný los             | Dmitrij Peters        | Dmitrij Peters        | Dmitrij Peters        | Rjunosuke Haga    | Rjunosuke Haga    |
| D | volný los             | Dmitrij Peters        | Dmitrij Peters        | Dmitrij Peters        | Rjunosuke Haga    | Rjunosuke Haga    |
| D | Saíd-Džalal Saidov    | Gergő Fogasy          | Dmitrij Peters        | Dmitrij Peters        | Rjunosuke Haga    | Rjunosuke Haga    |
| D | Gergő Fogasy          | Gergő Fogasy          | Dmitrij Peters        | Dmitrij Peters        | Rjunosuke Haga    | Rjunosuke Haga    |
| D | Vadžahat Sarvar       | Ramziddin Sayidov     | Zlatko Kumrić         | Dmitrij Peters        | Rjunosuke Haga    | Rjunosuke Haga    |
| D | Ramziddin Sayidov     | Ramziddin Sayidov     | Zlatko Kumrić         | Dmitrij Peters        | Rjunosuke Haga    | Rjunosuke Haga    |
| D | volný los             | Zlatko Kumrić         | Zlatko Kumrić         | Dmitrij Peters        | Rjunosuke Haga    | Rjunosuke Haga    |
| D | volný los             | Zlatko Kumrić         | Zlatko Kumrić         | Dmitrij Peters        | Rjunosuke Haga    | Rjunosuke Haga    |
| D | volný los             | Henk Grol             | Rjunosuke Haga        | Rjunosuke Haga        | Rjunosuke Haga    | Rjunosuke Haga    |
| D | volný los             | Henk Grol             | Rjunosuke Haga        | Rjunosuke Haga        | Rjunosuke Haga    | Rjunosuke Haga    |
| D | Rjunosuke Haga        | Rjunosuke Haga        | Rjunosuke Haga        | Rjunosuke Haga        | Rjunosuke Haga    | Rjunosuke Haga    |
| D | Stefan Jurišić        | Rjunosuke Haga        | Rjunosuke Haga        | Rjunosuke Haga        | Rjunosuke Haga    | Rjunosuke Haga    |
| D | Duke Didier           | Ljes Bujakub          | Čo Ku-ham             | Rjunosuke Haga        | Rjunosuke Haga    | Rjunosuke Haga    |
| D | Ljes Bujakub          | Ljes Bujakub          | Čo Ku-ham             | Rjunosuke Haga        | Rjunosuke Haga    | Rjunosuke Haga    |
| D | Čo Ku-ham             | Čo Ku-ham             | Čo Ku-ham             | Rjunosuke Haga        | Rjunosuke Haga    | Rjunosuke Haga    |
| D | Chu Kchaj             | Čo Ku-ham             | Čo Ku-ham             | Rjunosuke Haga        | Rjunosuke Haga    | Rjunosuke Haga    |